# Lincoln Heights (hrabstwo Hamilton)

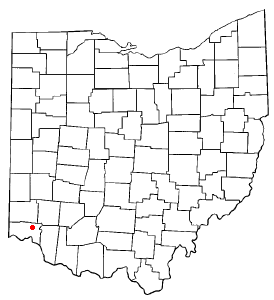
Lincoln Heights na planie stanu Ohio

Lincoln Heights – wieś w USA, w hrabstwie Hamilton, w stanie Ohio.
Według danych z 2000 roku wieś zamieszkiwana była przez 4 113 mieszkańców.